# Désert du Cholistan
Le désert du Cholistan est situé dans le Pendjab pakistanais. Il est la continuation du désert du Thar situé au Rajasthan indien.
Le lit à sec de la rivière Ghaggar-Hakra qui se trouve dans cette zone, est bordé de nombreux sites de la civilisation de la vallée de l'Indus.

## Galerie

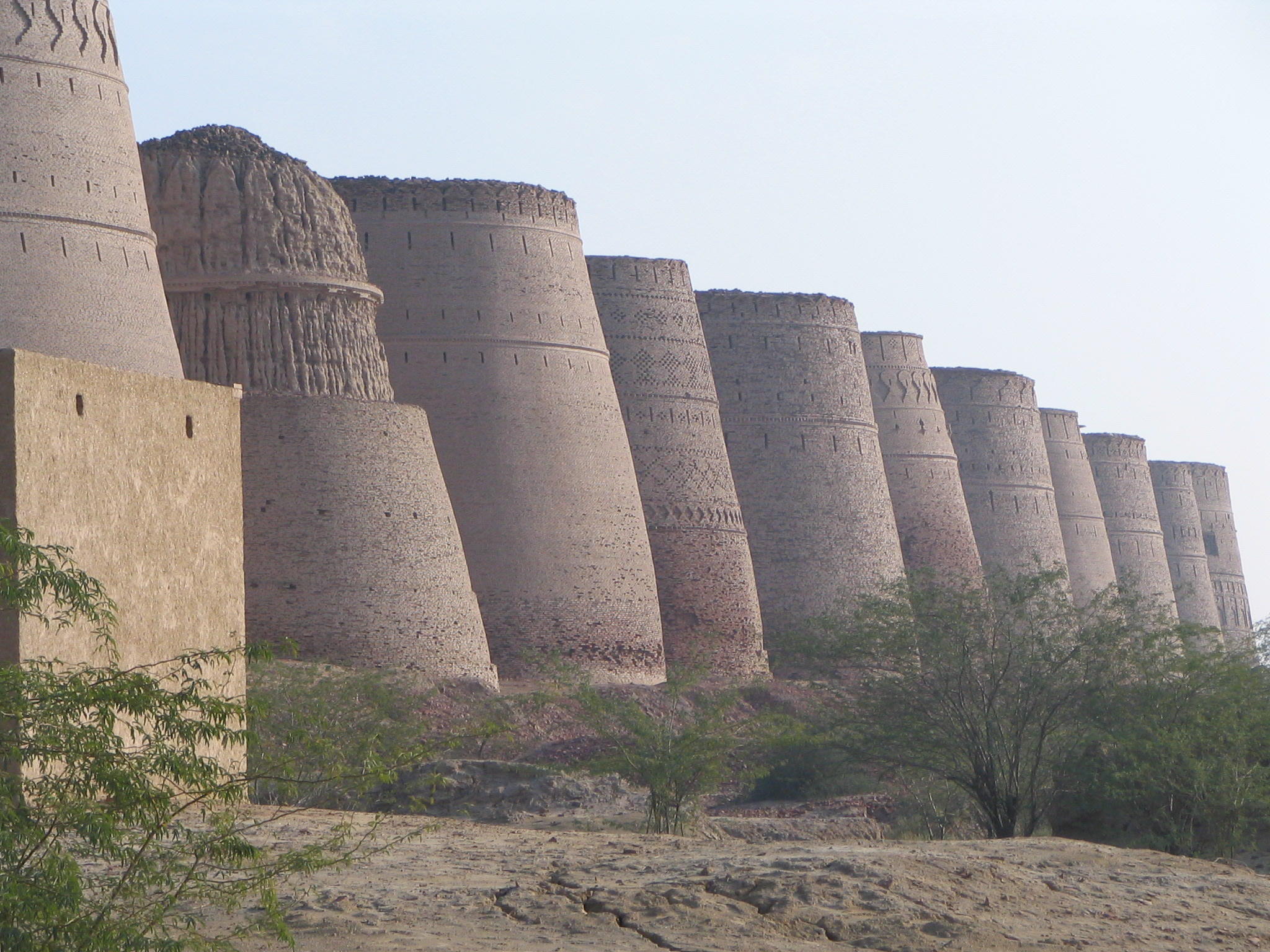
Le fort de Derawar dans le désert (mai 2005)
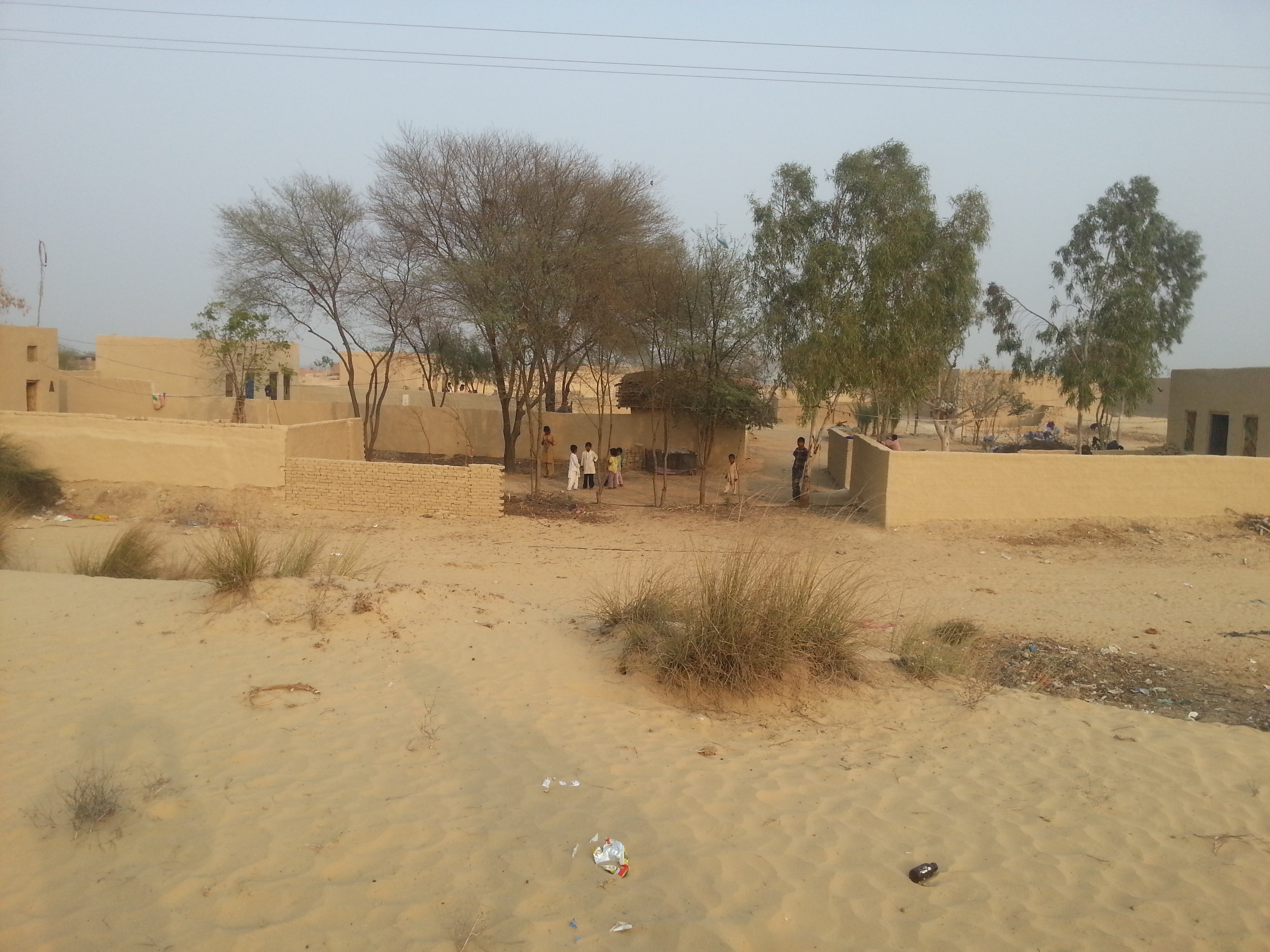
Village dans le désert (février 2015)
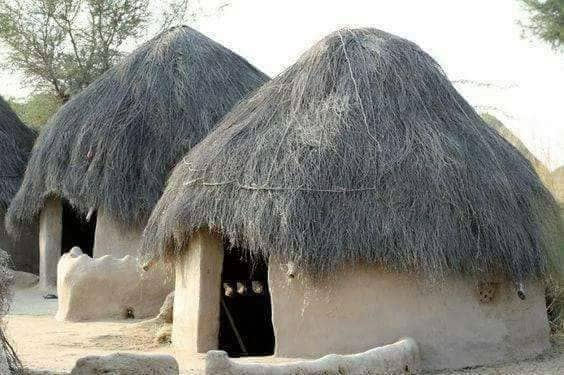
Huttes traditionnelles

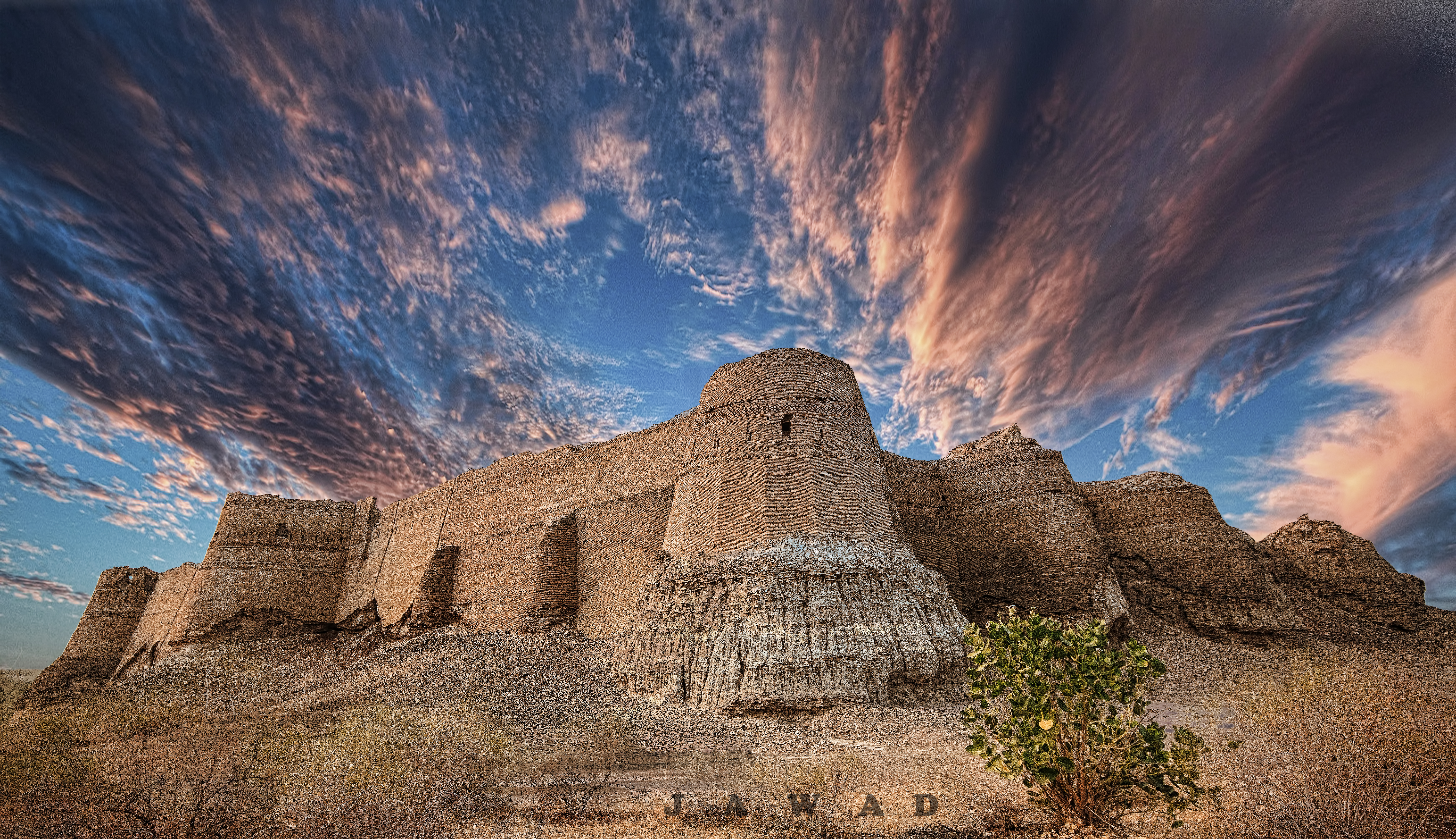
Islam Garh Fort
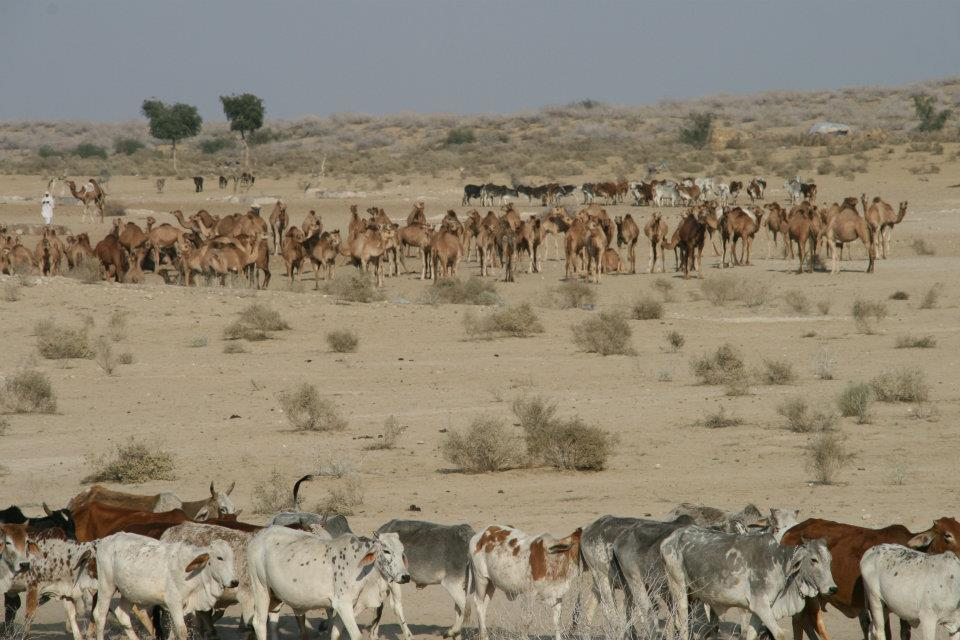
Saraiki Ajjar
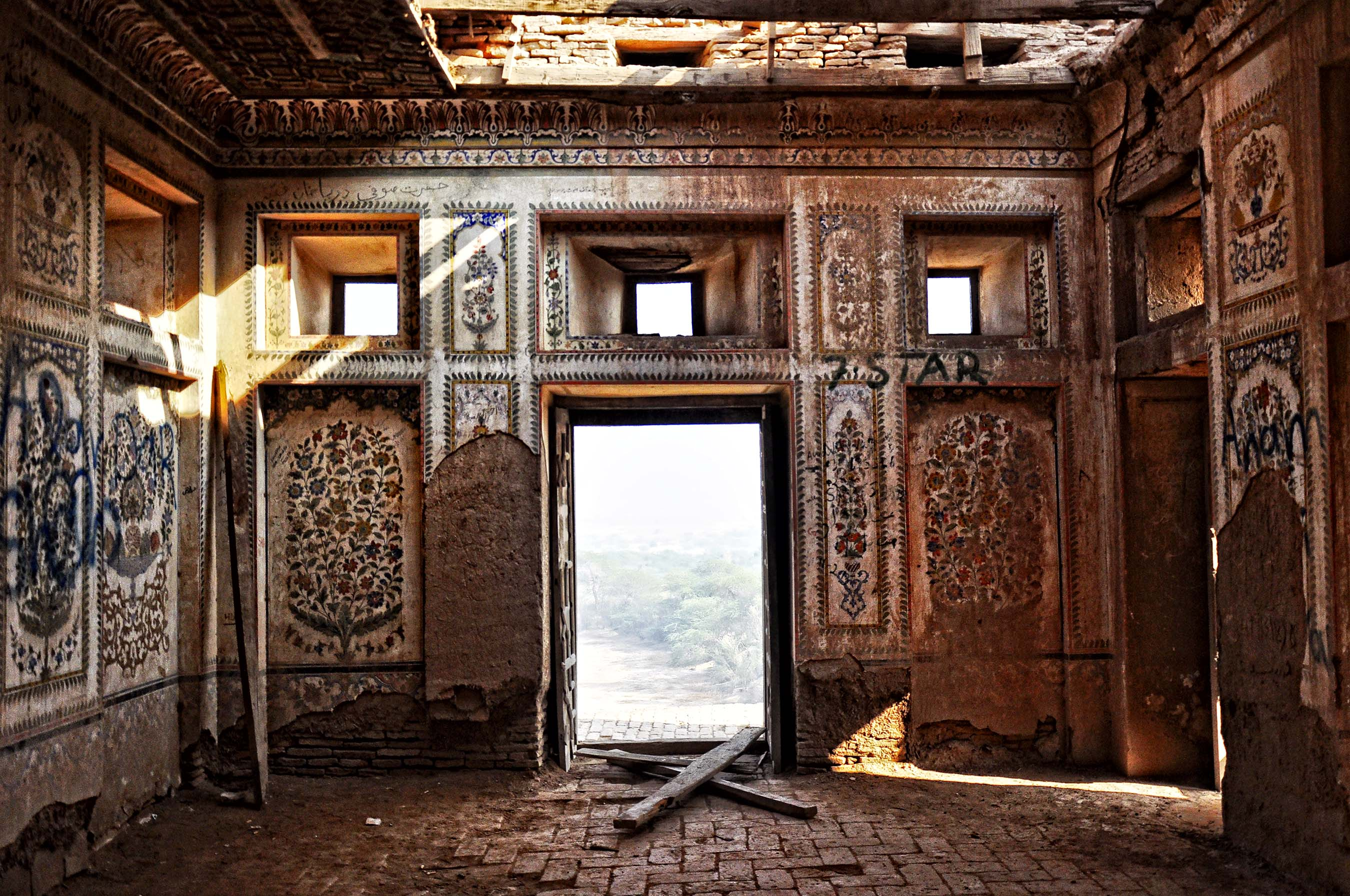
Une pièce du fort de Derawar